# Do I Do
"Do I Do" é uma música escrita e composta pelo cantor e compositor americano Stevie Wonder, lançada pela primeira vez em 1982 no álbum Stevie Wonder's Original Musiquarium I. O single alcançou o #2 na parada de soul e alcançou o #13 na Billboard Hot 100 nos Estados Unidos. Na parada de dança dos Estados Unidos, "Do I Do" foi o número um por duas semanas. No exterior, alcançou o 10.º lugar no Reino Unido.
A versão do álbum da música tem dez minutos e meio de duração. Ele apresenta um exemplo raro de Wonder fazendo rap perto do final da faixa. Dizzy Gillespie também é destaque na pista com um solo de trompete. Ambos foram removidos da edição single da música (algumas edições mais longas incluem o solo de Gillespie, mas deixam de fora o rap). A música é conhecida pelos baixistas por sua intrincada linha de baixo, tocada por Nathan Watts. Um sucesso comercial, recebeu três indicações ao Grammy, incluindo Melhor Performance Vocal Masculina de R&B e Melhor Canção de R&B, onde outra das composições de Wonder (e o top cinco de hits) "That Girl" também recebeu uma indicação nessa categoria nos Prêmios Grammy de 1983.

## Paradas musicais
| Parada (1982—1983)                 | Peakposition |
| ---------------------------------- | ------------ |
| Irlanda (IRMA)                     | 8            |
| UK Singles Chart                   | 10           |
| U.S. Billboard Hot 100             | 13           |
| U.S. Billboard Hot Dance Club Play | 1            |
| U.S. Billboard Hot Black Singles   | 2            |
| U.S. Billboard Adult Contemporary  | 25           |

| Parada de fim de ano (1982)    | Classificação |
| ------------------------------ | ------------- |
| US Top Pop Singles (Billboard) | 96            |

## Versões cover
Em 2001, o rapper Ja Rule tocou na música "Livin 'It Up". No mesmo ano, o artista de jazz Gerald Veasley fez uma versão cover desta música para seu álbum On the Fast Track. A música também foi coberta por Mark Whitfield em seu álbum de 2009, Songs of Wonder, mas a música é principalmente instrumental. O músico de jazz Peter White também incluiu a música em seu álbum de estúdio de 2016, Groovin'.